# Ustrine
Ustrine (olaszul: Ustrine) falu Horvátországban Tengermellék-Hegyvidék megyében. Közigazgatásilag Mali Lošinjhoz tartozik.

## Fekvése
Cres szigetén Cres városától légvonalban 25 km-re délre, Osortól 6 km-re északkeletre a sziget nyugati partjától 600 méterre található. Egy 200 méter magas fennsík nyugati szélén fekszik, innen a terep már meredeken lejt a tenger felé. A faluból meredek aszfaltos út vezet a Porat-öbölbe. Az öböl egykor védelmül szolgált a vitorlás hajók számára az ezen a vidéken tomboló erős szelek ellen. A falu közelében két kisebb telep, Pizin és Gradiška található, melyek azonban csak a nyári hónapokban lakottak.

## Történelme
A település neve latin eredetű, égetéssel kiirtott területet jelent, mely egyúttal azt is jelenti, hogy a település erdő égetésével kiirtott területen keletkezett. Már a római korban is laktak itt emberek. Ezt bizonyítja egy ókori villa maradványa és az itt található nagy mennyiségű cseréptöredék. Területe évszázadokig csak gyéren lakott volt. A falu lakói pásztorok, halászok voltak. Fontos esemény volt a júniusi és júliusi hónapokban a birkanyírás, amikor a kora reggeli órákban az egész falu összegyűlt. 1857-ben 100, 1910-ben 160 lakosa volt. A település 1918-ig az Osztrák–Magyar Monarchia része volt, majd olasz megszállás alá került. 1943-ban átmenetileg horvát és jugoszláv egységek szabadították fel. A német megszállás 1943-tól 1945-ig tartott. 1945 és 1990 között Jugoszlávia része volt, majd az önálló horvát állam megalakulása után Horvátország része lett. 2011-ben 23 lakosa volt.

## Lakosság

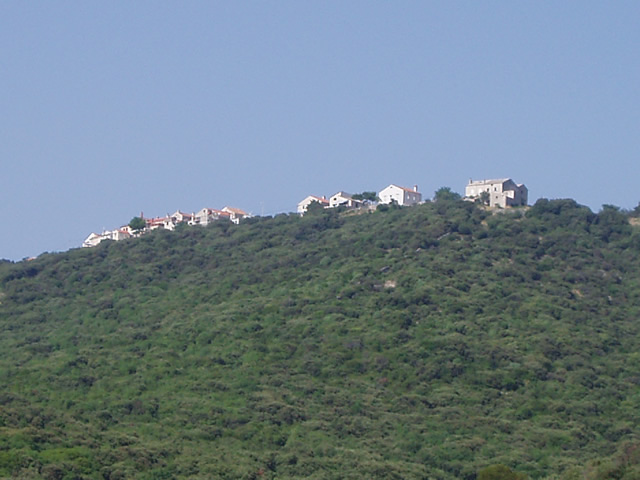
Ustrine házai a fennsík szélén

| Lakosság változása | Lakosság változása | Lakosság változása | Lakosság változása | Lakosság változása | Lakosság változása | Lakosság változása | Lakosság változása | Lakosság változása | Lakosság változása | Lakosság változása | Lakosság változása | Lakosság változása | Lakosság változása | Lakosság változása | Lakosság változása |
| ------------------ | ------------------ | ------------------ | ------------------ | ------------------ | ------------------ | ------------------ | ------------------ | ------------------ | ------------------ | ------------------ | ------------------ | ------------------ | ------------------ | ------------------ | ------------------ |
| 1857               | 1869               | 1880               | 1890               | 1900               | 1910               | 1921               | 1931               | 1948               | 1953               | 1961               | 1971               | 1981               | 1991               | 2001               | 2011               |
| 100                | 101                | 118                | 137                | 143                | 160                | 174                | 212                | 183                | 120                | 99                 | 55                 | 46                 | 34                 | 27                 | 23                 |

## Nevezetességei
- Szent Márton tiszteletére szentelt plébániatemploma egyszerű négyszög alaprajzú épület, négyszögletes szentéllyel, homlokzata felett római típusú alacsony nyitott harangtoronnyal. Szolgálatát az osori plébános látja el.
- A falutól nem messze található a román stílusú Szent Márton kápolna, mely 1887-ig a falu plébániatemploma volt és az 1970-es évekig temetőkápolnaként szolgált.